# Cofradía del Dulce Nombre de Jesús Nazareno (León)
La Cofradía del Dulce Nombre de Jesús Nazareno es una cofradía católica de la ciudad de León, España. Fue fundada en 1611 y tiene su sede en la capilla de Santa Nonia.

## Historia
Se considera el 4 de febrero de 1611 como la fecha de su fundación debido a la Regla aprobada por el obispo Francisco Terrones Aguilar del Caño. Meses antes fundaba, «con objeto de servir a Dios Nuestro Señor y a honra y gloria del Santísimo Nombre de Jesús Nazareno», su capilla en el convento de Santo Domingo el Real, por lo que es posible que existiera ya con anterioridad.
Entre sus actos destacan la Ronda -llamada a los hermanos a la Procesión, con los toques de esquila, clarín y tambor destemplado, y la voz que entona: «Levantaos hermanitos de Jesús, que ya es hora»- y la Procesión de los Pasos, en la que tiene lugar uno de los actos centrales de la Semana Santa de León: el encuentro entre San Juan y la Madre Dolorosa en presencia del Nazareno. Ambos actos poseen la distinción de Interés Turístico Nacional, así como mención especial en la Declaración de Interés Turístico Internacional de la Semana Santa leonesa.
El 7 de octubre de 2007 recibió, junto a la Cofradía de Nuestra Señora de las Angustias y Soledad y la Real Cofradía del Santísimo Sacramento de Minerva y la Santa Vera Cruz, la medalla de oro de la ciudad de León, concedida en la sesión del Pleno de la Corporación del Ayuntamiento de León el 30 de marzo de ese mismo año.
A lo largo de 2011, y con motivo de su cuarto centenario, la cofradía realizó diversos actos, como la organización del Congreso Nacional de Cofradías, y que tuvieron como colofón la participación en el vía crucis celebrado en Madrid en agosto de ese mismo año, con motivo de la Jornada Mundial de la Juventud, a través de la efigie de Nuestro Padre Jesús Nazareno.
En 2024, el papa Francisco invitó a la cofradía a participar con su titular, Nuestro Padre Jesús Nazareno, en los actos y procesión del Jubileo de las Cofradías en Roma, que se celebró los días 16, 17  y 18 de mayo de 2025.

## Emblema
El emblema consta de una corona de espinas doble y entrelazada en cuyo interior figuran las siglas JHS, de cuya letra central parte una cruz latina, y bajo ellas tres clavos de cabeza puntiaguda partiendo de la parte inferior de la corona. Todo en color morado. El emblema de la Junta de Seises, Abades Honorarios y ex abades es de color oro.

## Indumentaria

Indumentaria

El hábito se compone de una túnica de tablón de sarga negra, con cintas de raso negro bordeando el cuello, las bocamangas y atravesando horizontalmente la parte superior del pecho y de la espalda y verticalmente el centro delantero. Capillo negro con cinta de raso negro en su borde inferior. Cíngulo negro con la caída hacia la izquierda.

## Actos y procesiones
- Segundo jueves, segundo viernes y segundo sábado de Cuaresma: Piadoso Triduo a Nuestro Padre Jesús Nazareno.
- Segundo sábado de Cuaresma: Devoto Besapié a Nuestro Padre Jesús Nazareno.
- Domingo de Ramos: Procesión de las Palmas, coorganizada con la Cofradía de Nuestra Señora de las Angustias y Soledad.
- Lunes Santo: Procesión de la Pasión, organizada conjuntamente con la Cofradía de Nuestra Señora de las Angustias y Soledad y la Real Cofradía del Santísimo Sacramento de Minerva y la Santa Vera Cruz.
- Viernes Santo: Ronda y Procesión de los Pasos. Declaradas de Interés Turístico Nacional y mención especial en la Declaración de Interés Turístico Internacional de la Semana Santa de León.

## Pasos
- Oración en el Huerto: obra de Víctor de los Ríos Campos realizada en 1952, al igual que su trono, es pujado por 84 braceros.
- El Prendimiento: obra realizada por Ángel Estrada Escanciano en 1964, procesiona sobre un trono de Melchor Gutiérrez San Martín (1985, modificado 2001). Es pujado por 96 braceros.
- La Flagelación: el Cristo se atribuye a Gaspar de Becerra (siglo XVI), mientras que los sayones fueron adquiridos a un taller de Barcelona en 1944. El trono es obra de los Hermanos Caballero González, realizado en 2011. Es pujado por 90 braceros.
- La Coronación: obra realizada por Higinio Vázquez García en 1977, procesiona sobre un trono realizado en 2008 por Manuel Guzmán Fernández. Es pujado por 96 braceros.
- Ecce Homo: obra de 1905 de la Escuela Catalana, su trono fue realizado por Melchor Gutiérrez San Martín en 1998. Es pujado por 94 braceros.

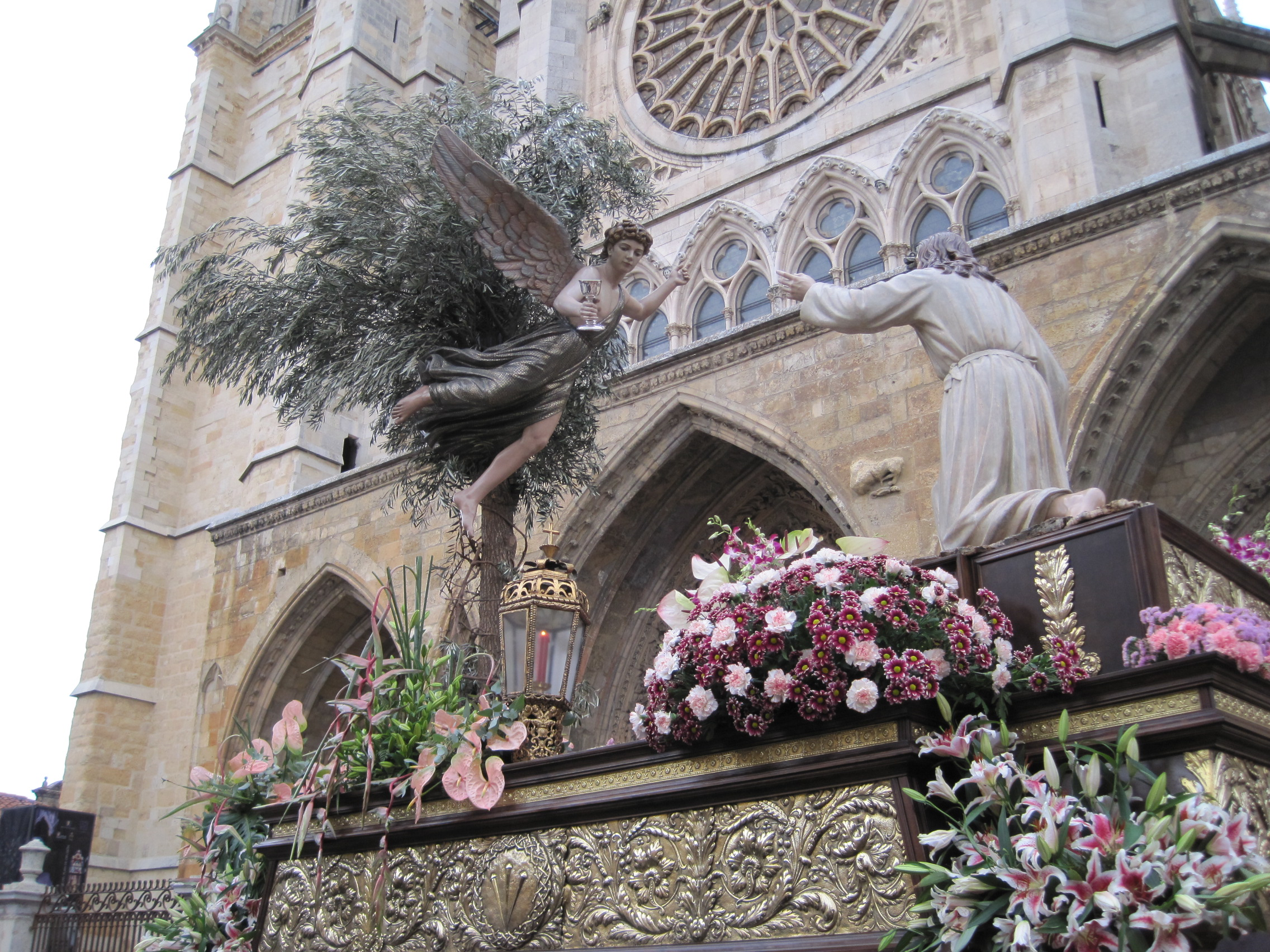
Oración en el Huerto
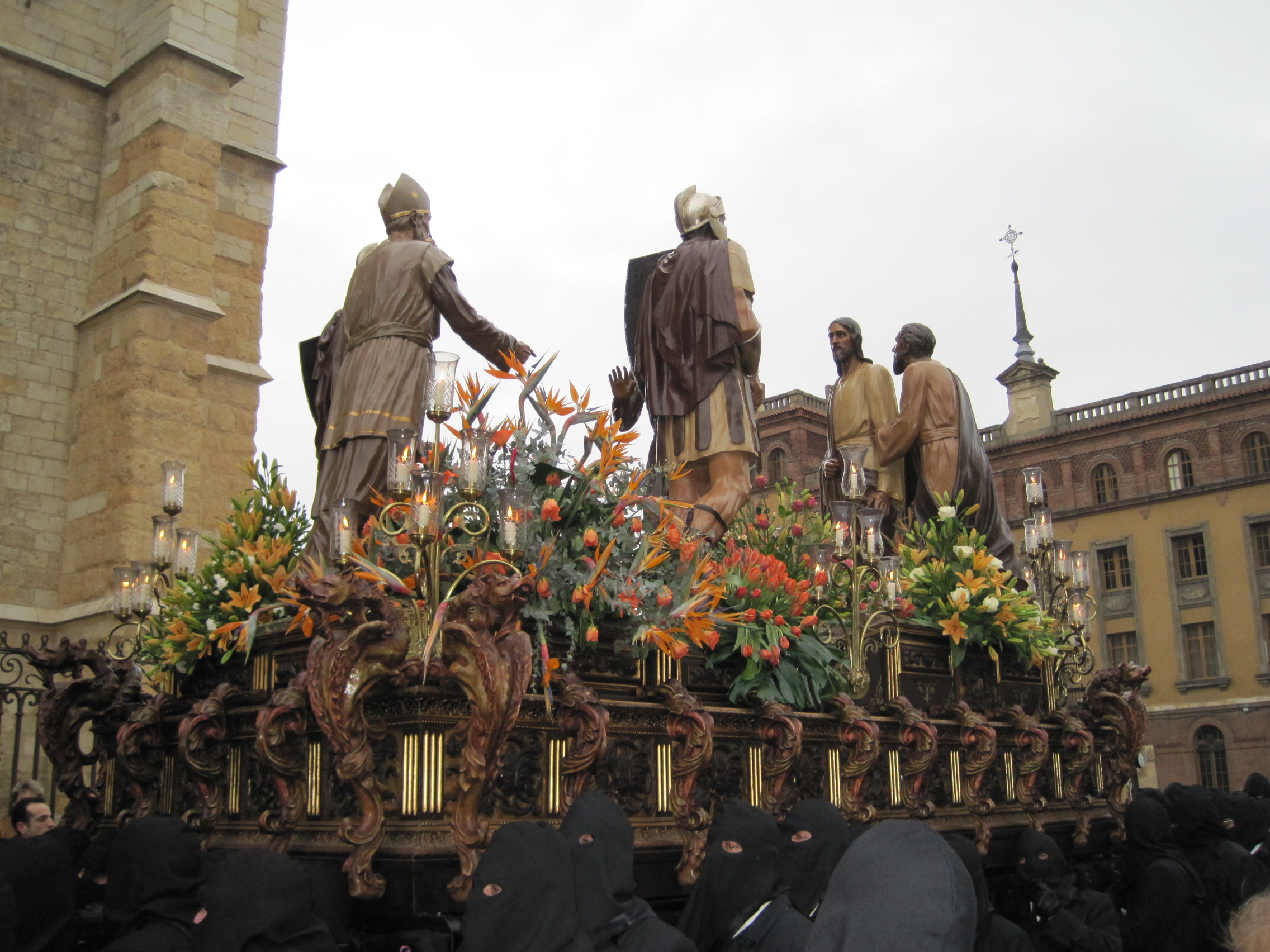
El Prendimiento
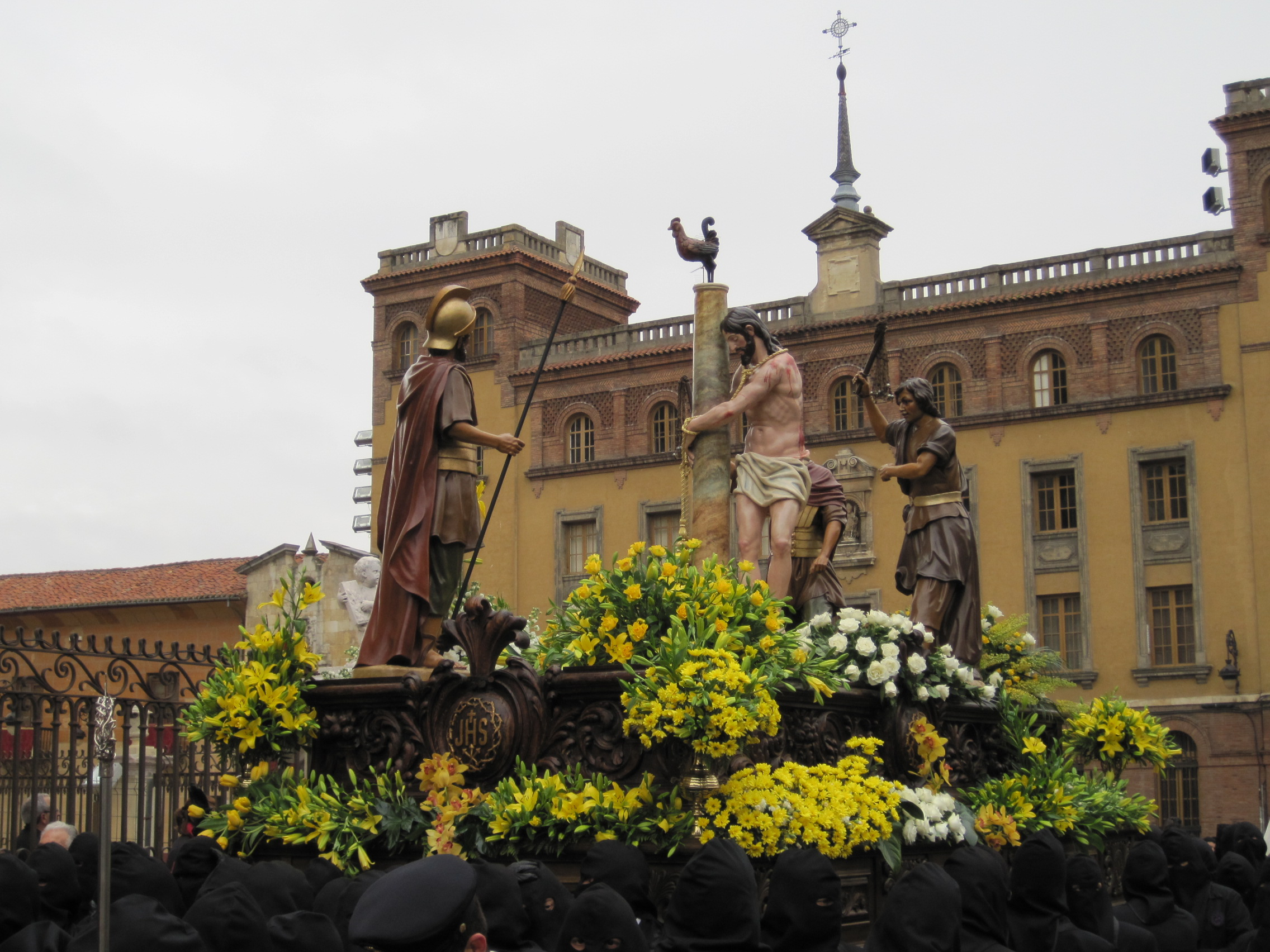
La Flagelación
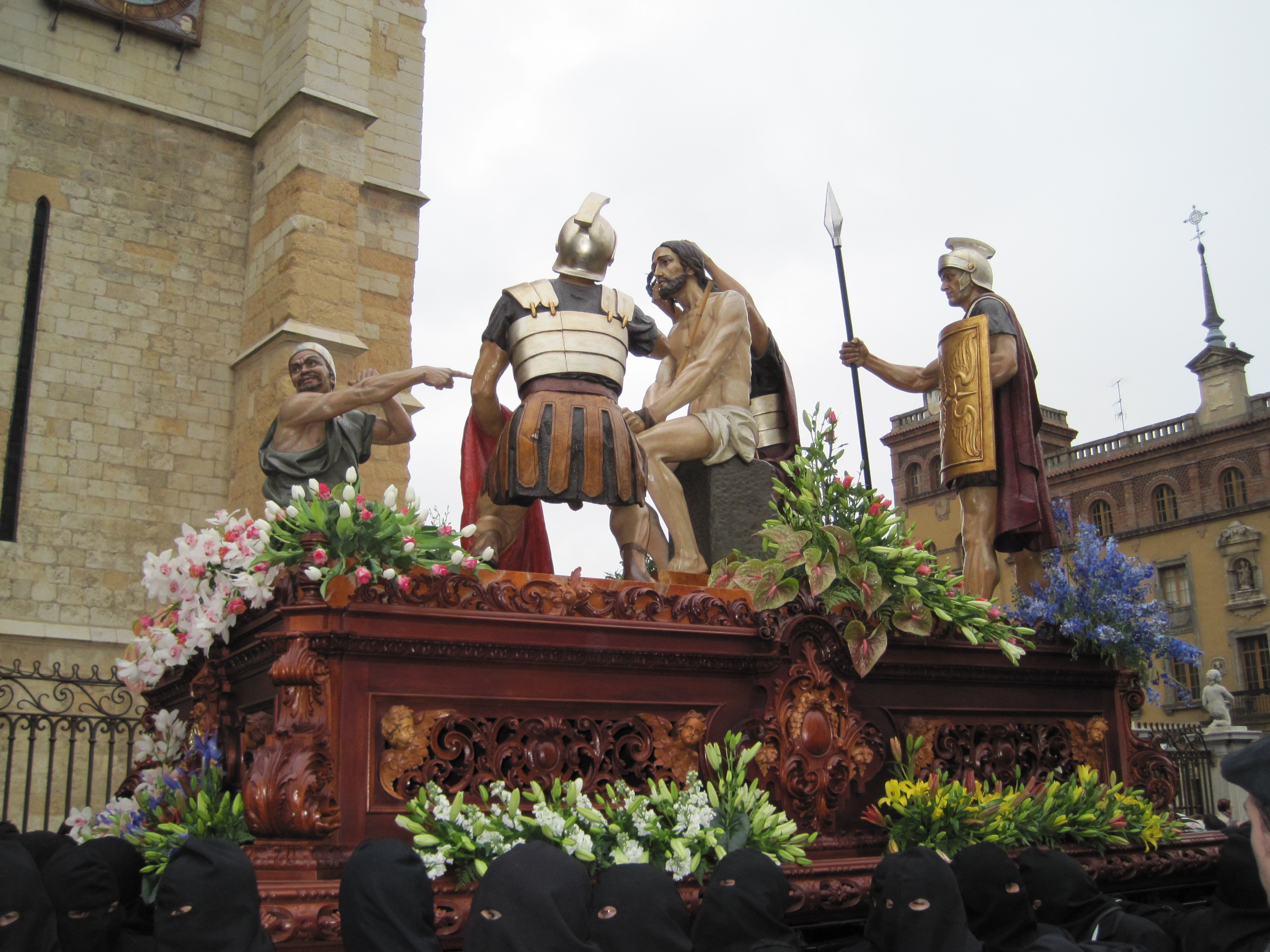
La Coronación
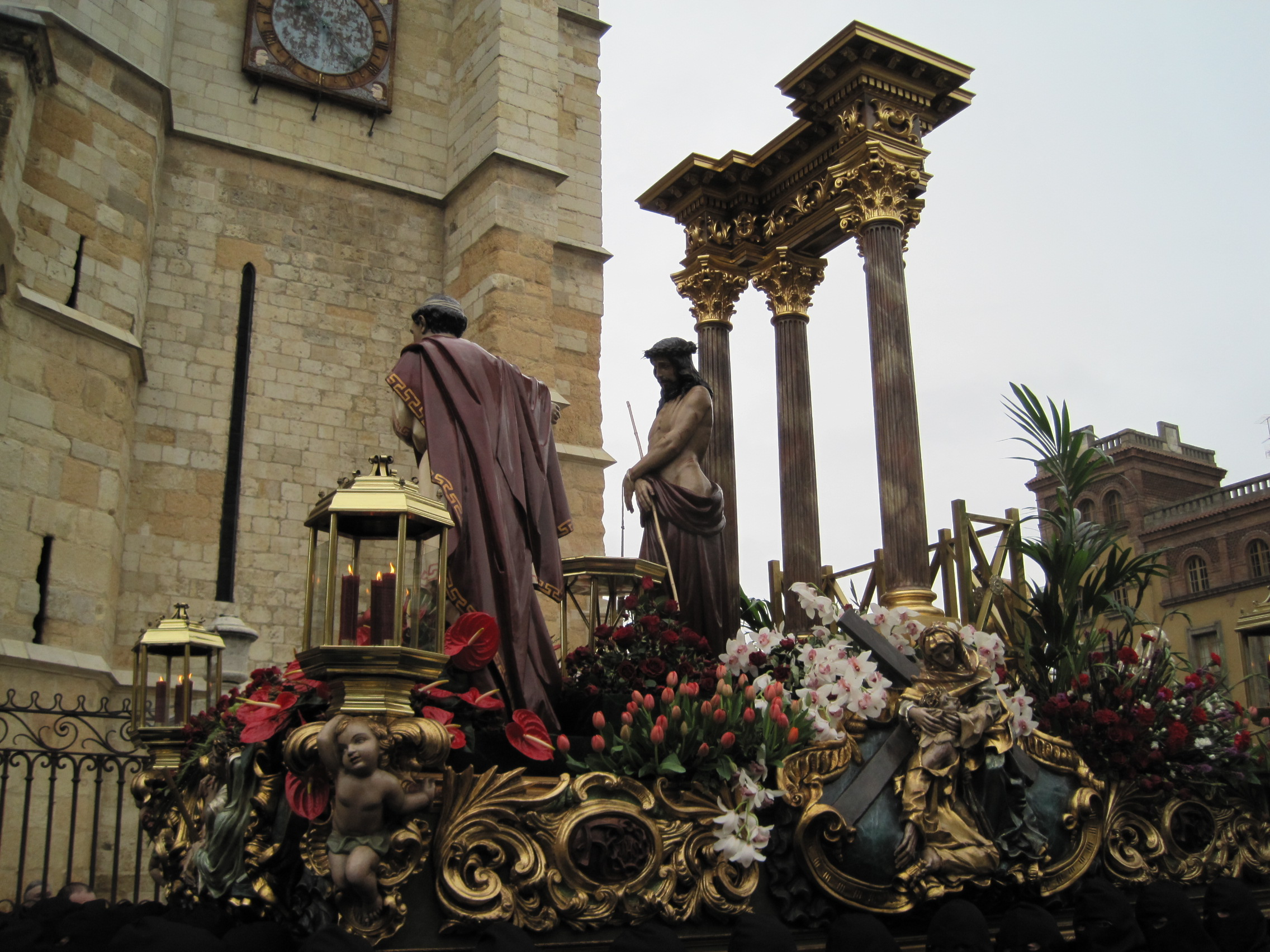
Ecce Homo

- Nuestro Padre Jesús Nazareno: el Nazareno es una obra de la Escuela Castellana (siglo XVII) mientras que el Cirineo fue realizado por Víctor de los Ríos en 1946. El trono, adquirido por la cofradía en el año 2000, es obra de Manuel Guerra (1948), dorado por Manuel Calvo Camacho (1976) y los candelabros obra de Manuel Guzmán Bejarano (1972). Es pujado por 94 braceros.
- La Verónica: obra realizada por Francisco de Pablo Panach en 1926, procesiona sobre un trono de Melchor Gutiérrez San Martín (1992). Es pujado por 80 braceros.
- El Expolio: obra de Francisco Díez de Tudanca realizada en 1674, su trono es obra de Melchor Gutiérrez San Martín (1985). Es pujado por 84 braceros.
- La Exaltación de la Cruz: obra realizada por José Antonio Navarro Arteaga  en el año 2000, procesiona sobre un trono de Juan Carlos Campo Salas (2000), con escenas de bronce de José Antonio Navarro Arteaga (2002). Es pujado por 102 braceros.

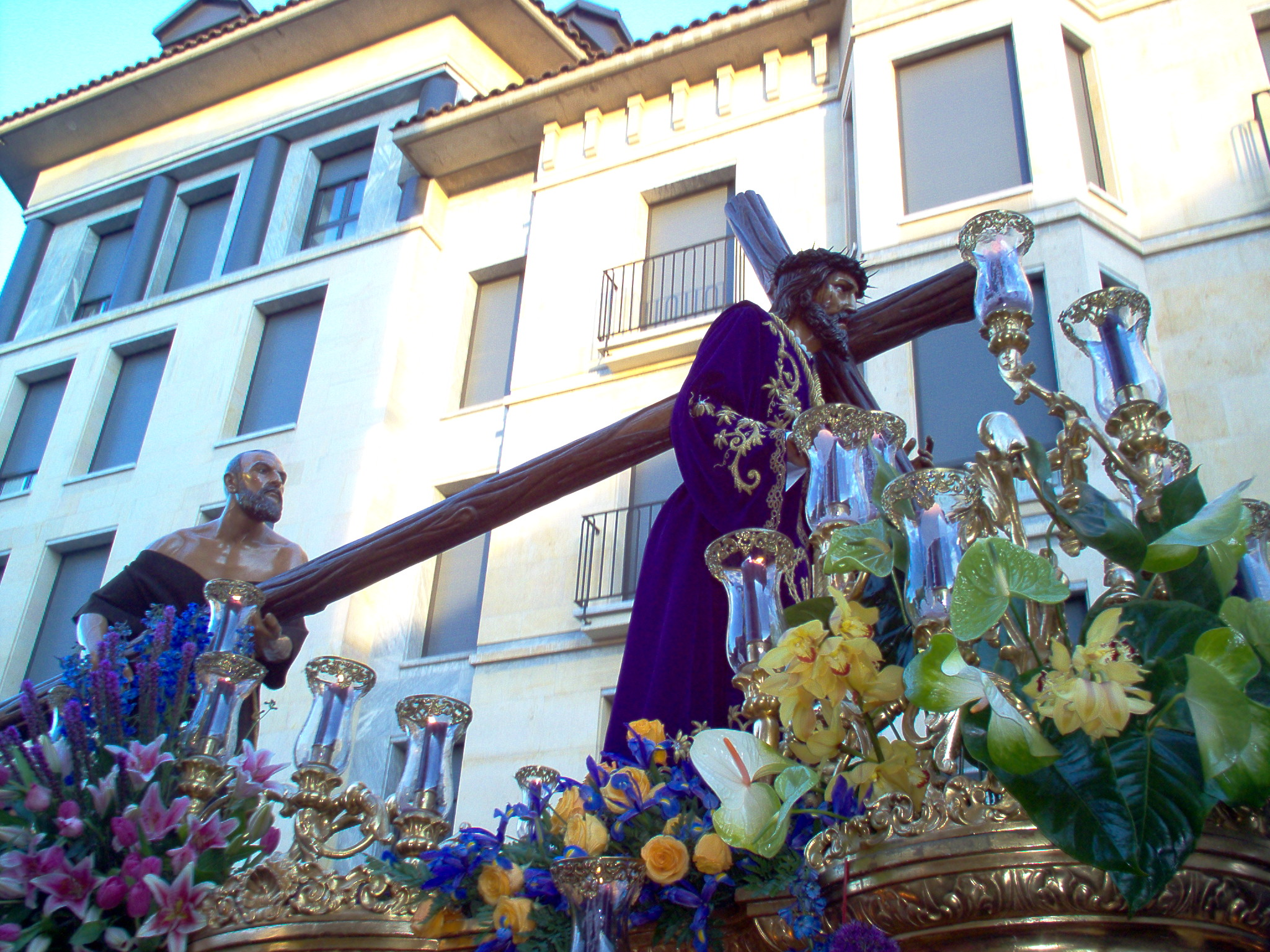
Nuestro Padre Jesús Nazareno
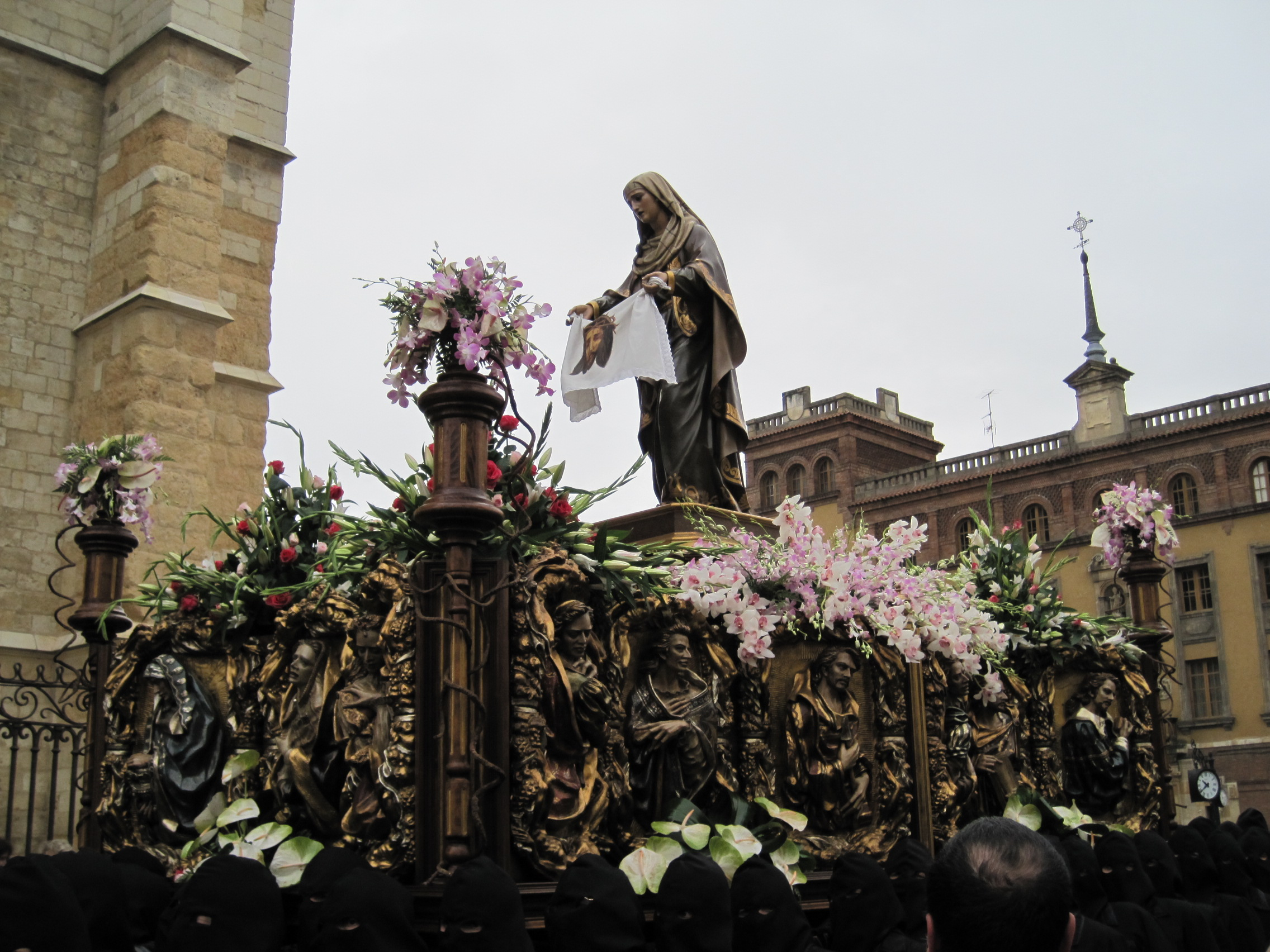
La Verónica
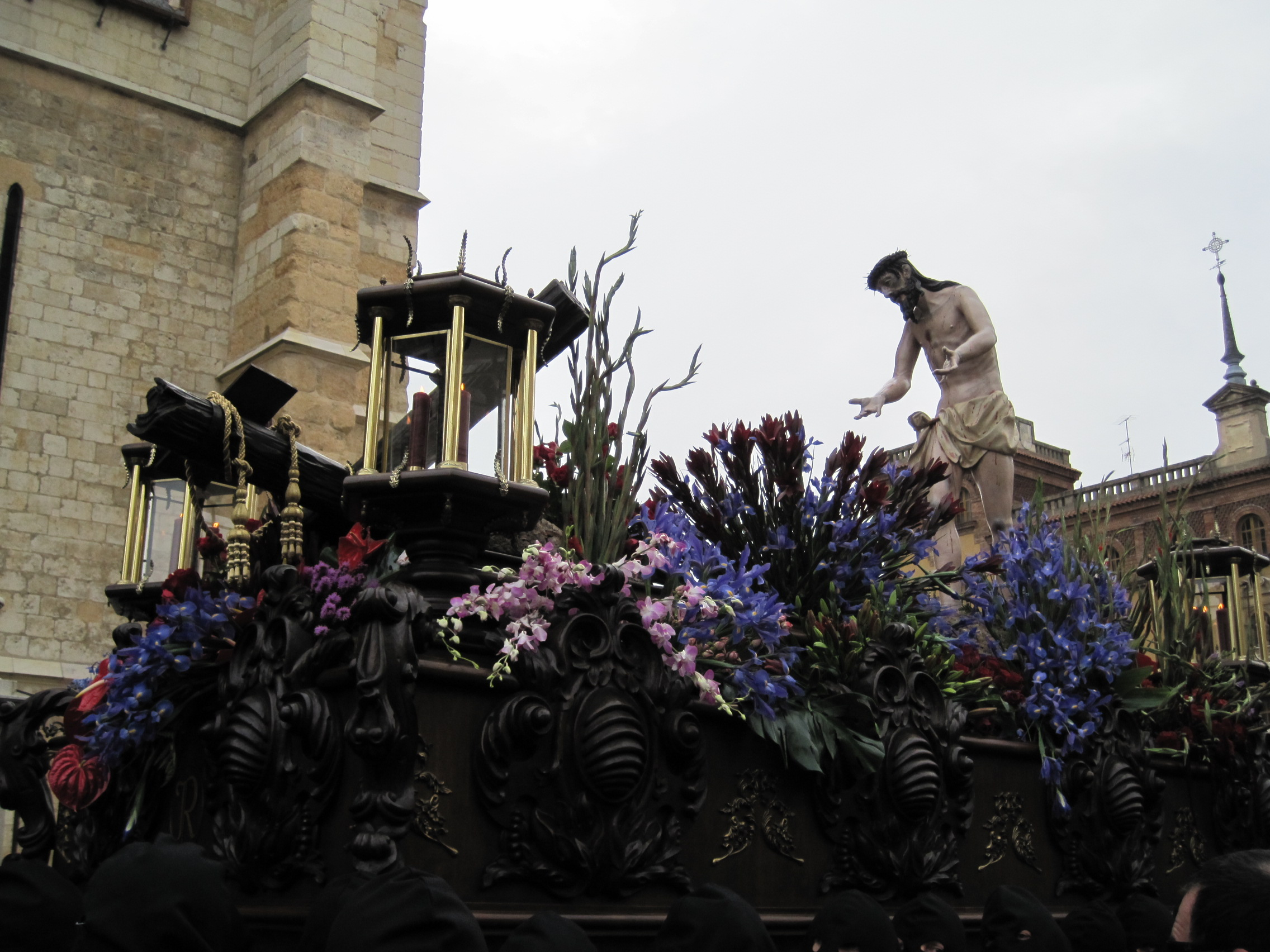
El Expolio
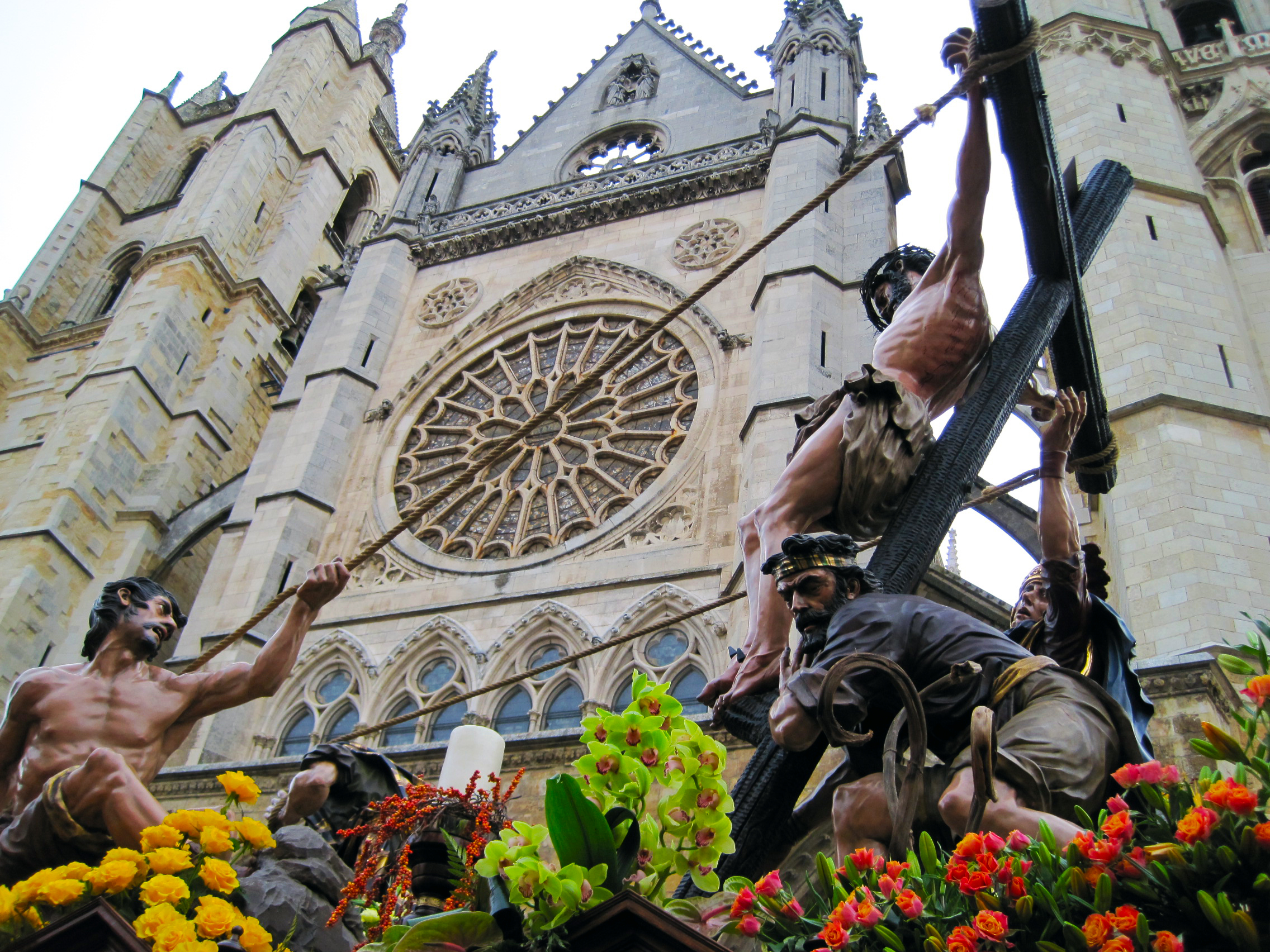
La Exaltación de la Cruz

- La Crucifixión: obra del escultor hispalense José Antonio Navarro Arteaga, realizada en 2022 en sustitución de otro conjunto de idéntica temática. El trono es obra de Melchor Gutiérrez San Martín (1996). Es pujado por 92 braceros.
- Santo Cristo de la Agonía: obra realizada por Laureano Villanueva Gutiérrez en 1973, procesiona sobre un trono de Melchor Gutiérrez San Martín (1985). Es pujado por 84 braceros.
- San Juan: obra de Víctor de los Ríos Campos de 1946, su trono fue realizado en 1992 por Melchor Gutiérrez San Martín. Es pujado por 92 braceros.
- La Dolorosa: obra realizada en 1949 por Víctor de los Ríos Campos. Tanto el palio (1979) como el trono (1996) son obra de Melchor Gutiérrez San Martín. Es pujado por 88 braceros.

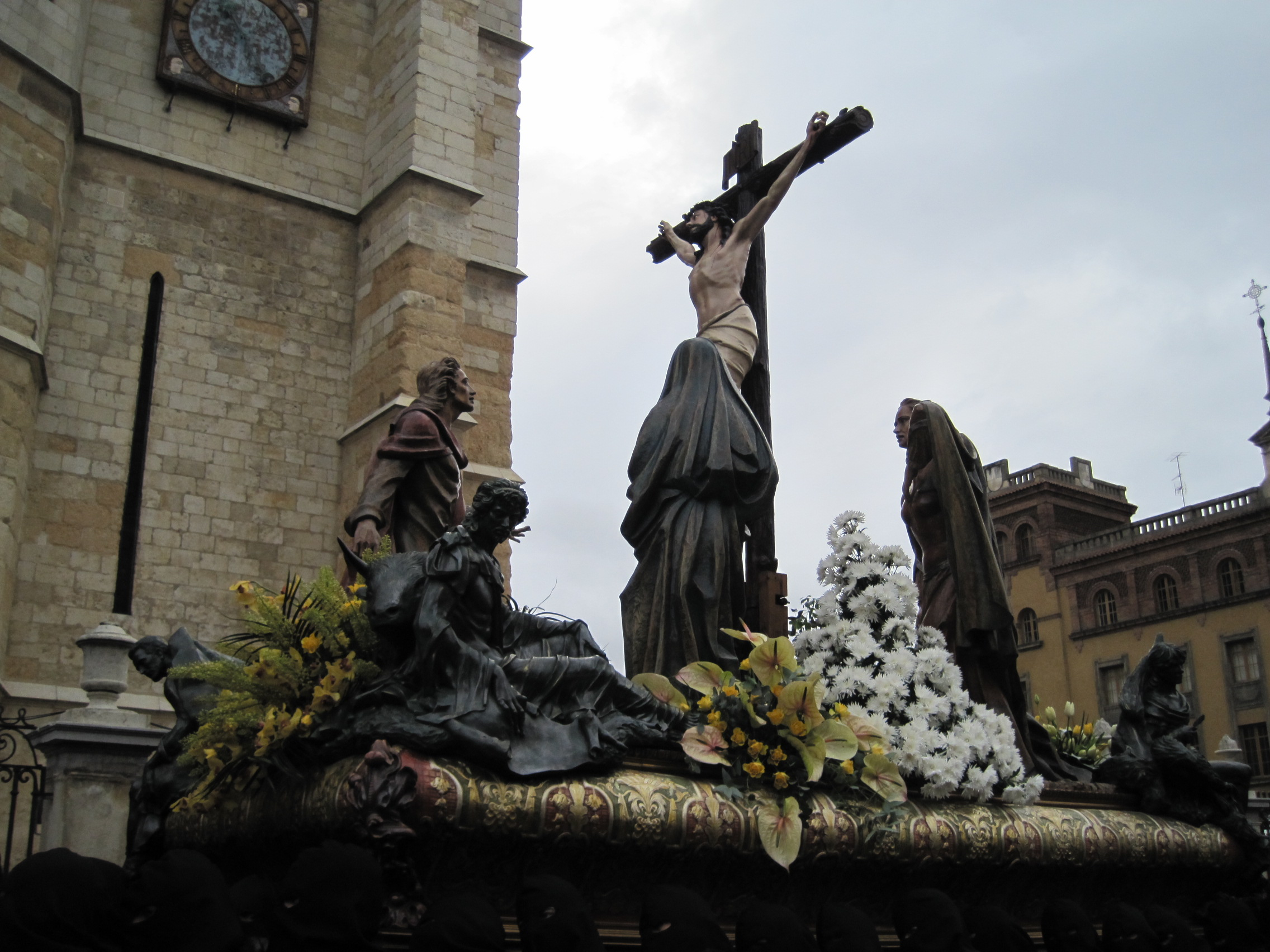
La Crucifixión
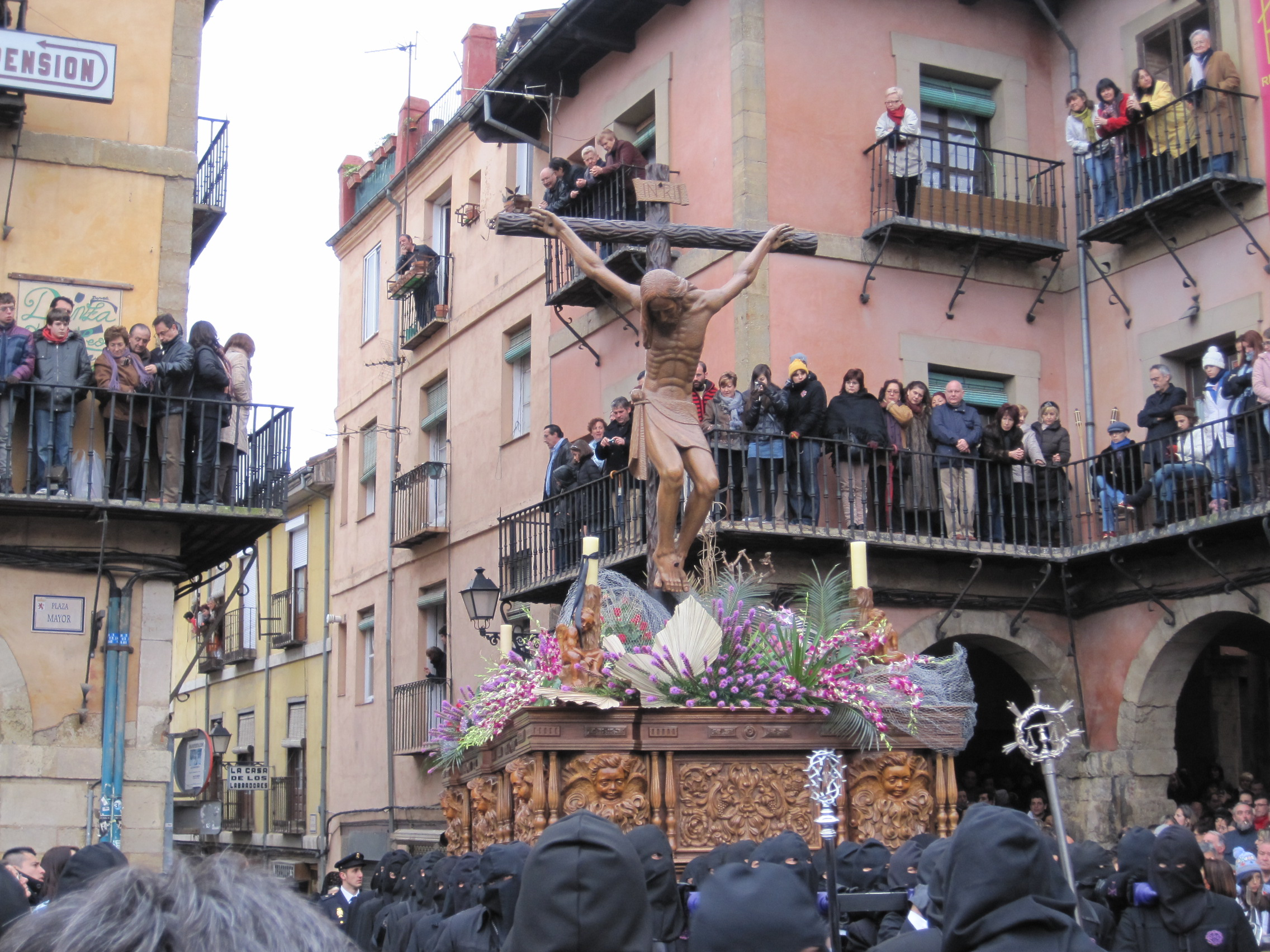
Santo Cristo de la Agonía
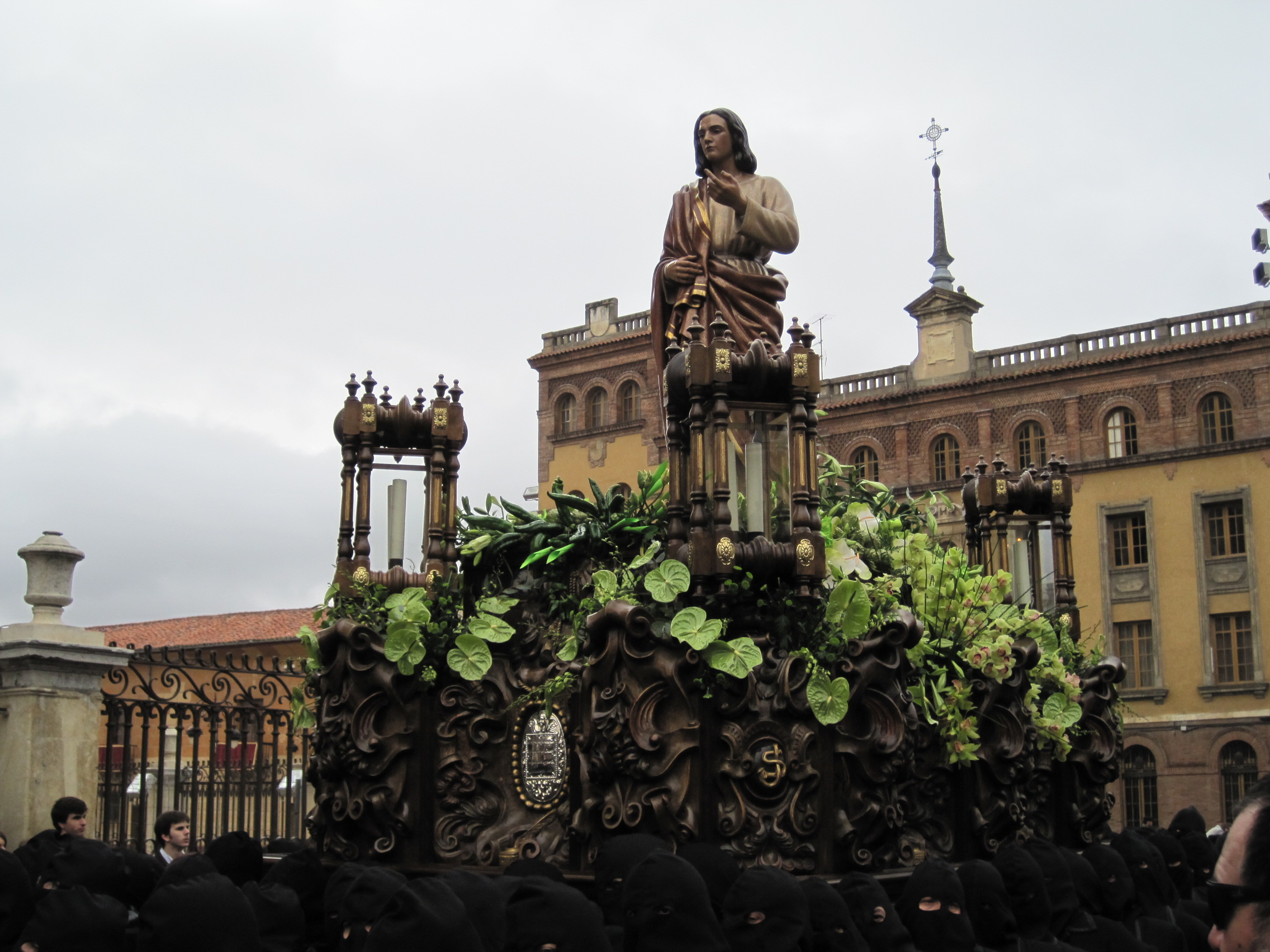
San Juan
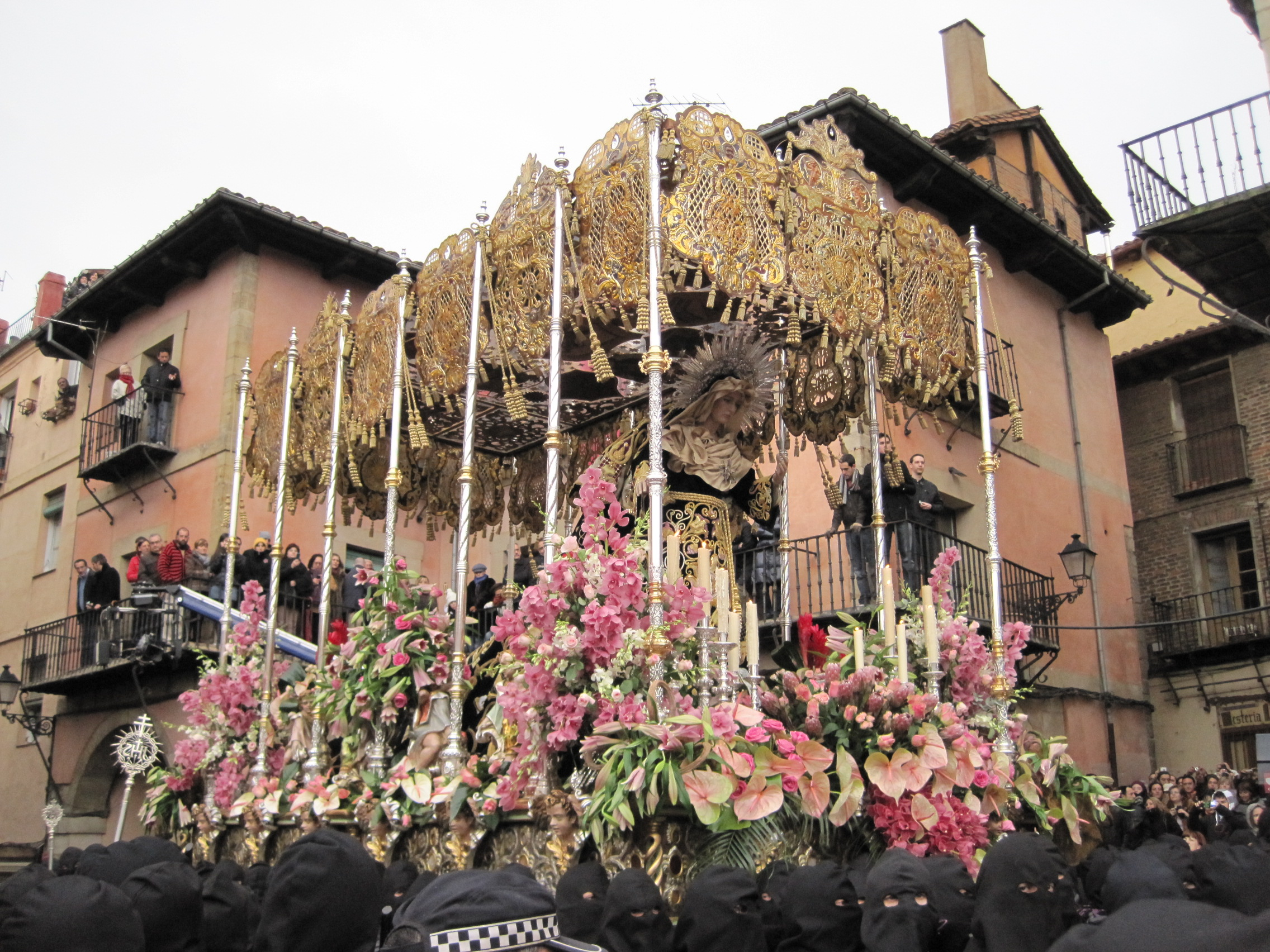
La Dolorosa